# Gaetano Brunacci
 (juillet 2025).
Gaetano Brunacci  (Cortone, 14 septembre 1830, - Sienne, 17 juin 1922) est un peintre italien du  XIXe siècle et début du XXe siècle qualifié, avec Alessandro Franchi et  Giorgio Bandini, parmi les meilleurs interprètes du style néogothique italien appelé « purisme ».

## Œuvres
Agricultura, Commercio, Industria, Pascolo, Galleria Peruziana, Palazzo Salimbeni, Sienne.

## Sources
- Voir lien externe